# Cratere Hurston
Hurston  è un cratere sulla superficie di Venere. Deve il suo nome alla scrittrice e antropologa afroamericana Zora Neale Hurston.